# 3325 TARDIS
تي أي أر دي آي أس (ويعرف أيضًا باسم 3325 تي أي أر دي آي أس وفق تسمية الكوكب الصغير) (بالإنجليزية: TARDIS)‏ هو كويكب ضمن حزام الكويكبات؛ وترتيبه 3325 من حيث الاكتشاف.
اكتُشف هذا الجُرم الفلكي بواسطة Brian A. Skiff ‏ في 3 مايو 1984، وأُطلق عليه هذا الاسم نسبةً إلى TARDIS ‏.

## وصلات خارجية
- 3325 TARDIS في قاعدة بيانات مختبر الدفع النفاث لأجرام النظام الشمسي الصغيرة

- الاكتشاف · مخطط المدار ·  العناصر المدارية · المعلمات المادية

- 3325 TARDIS على موقع ويكي سكاي: DSS2, SDSS, GALEX, IRAS, Hydrogen α, X-Ray, Astrophoto, Sky Map, Articles and images